# Guus Janssen
Guus Janssen (né le 13 mai 1951 à Heiloo) est un compositeur et pianiste néerlandais.

## Biographie
Janssen étudie le piano et la composition au conservatoire d'Amsterdam avec Ton de Leeuw (composition) et Jaap Spaanderman (piano). Depuis le début des années 1980, il joue le plus souvent dans ses propres groupes, des big bands de 11 musiciens aux orchestres d'opéra, mais aussi en tant que soliste, par exemple au North Sea Jazz Festival, au Holland Festival, au Warsaw Herbst Festival et au festival Wien Modern. Il joue généralement ses propres compositions ou improvise. Musicien de jazz, il joue entre autres avec John Zorn, Theo Loevendie, Han Bennink et Georg Lewis. À partir de 1988, il forme avec son frère, le batteur Wim Janssen, et le bassiste Ernst Glerum le trio Janssen/Glerum/Janssen, qui fait également une tournée en Chine ; en 1993, il s'est produit avec son frère à la Knitting Factory de New York. Ces dernières années, il se produit avec I Compani de Bo van de Graaf, en duo avec David Kweksilber et, après le départ de Misha Mengelberg, avec l'ICP Orkest.
Janssen compose notamment Verstelwerk sur commande du festival de Donaueschingen, où il est joué par l'Ensemble Loos et l'Orchestre de chambre de la radio néerlandaise. Pour Gidon Kremer et le Schönberg Ensemble, il compose Klotz (dans lequel il a lui-même joué du charleston), Passevite également pour le Schönberg Ensemble sur commande de la WDR, Mikado pour le Trio di Milano de Bruno Canino et « Basset » pour Sabine Meyer et son Trio di Clarone. Pour le centenaire de la Juilliard School, il arrange son concerto pour clarinette de 2003 pour trois clarinettistes improvisateurs. Ses compositions sont également jouées (et commandées) par l'orchestre royal du Concertgebouw, le Mondriaan Quartet, le Kronos Quartet, l'Ebony Band, le violoniste Mark Feldman et la flûtiste Eleonore Pameijer. Avec le librettiste Friso Haverkamp, il crée les opéras Fausts Licht de 1985 (révisé en 1998 et 1994, pour quatuor à cordes, récitants et mezzo-soprano), Noach (Noé) de 1994 et Hier (Opera Bouffa Deep Down A.P. in 32 Scene's Amsterdam in Aeternum 1996-2000). Enfin, l'éventail de sa créativité s'étend à l'orgue de bouche chinois sheng ; en 2008, il écrit les Four Songs pour sheng et orchestre.
En 1981, il reçoit le prix Boy Edgar et en 1984 le prix Matthijs Vermeulen pour son œuvre de musique de chambre Temet.

## Discographie partielle
- 1980 : On the Line (Claxon)
- 1984 : Guus Janssen Septet (Claxon)
- 1989 : Guus Janssen and His Orchestra: Dancing Series (Geestgronden)
- 1990 : Janssen. Termos. Janssen Pok (Geestgronden)
- Klankast (Geestgronden, rec. 1987–1991)
- 1995 : Janssen, Glerum, Janssen: Lighter (Geestgronden, rec. 1992–1995)
- 1997 : Chamber and Solo (Geestgronden/Donemus rec. 1982–1996)
- 1997 : Janssen, Glerum, Janssen: Zwik (Geestgronden)
- 1980 : Hollywood o.K. Pieces (Geestgronden, avec Peter van Bergen, Vincent Chancey, Michael Rabinovitch, Ernst Glerum, Wim Janssen)
- 2006 : Guus Janssen, David Kweksilber (Geestgronden)
- 2008 : Out of Frame (Geestgronden)
- 2015 : Meeting Points (Bimhuis, avec Oene van Geel, Lee Konitz, Michael Moore, Ernst Reijseger, Ernst Glerum, Wim Janssen, Han Bennink)
- 2019 : Guus en Wim Janssen : Home Made Music (Geestgronden)[2]
- 2023 : Vostok : Remote Islands (Relative Pitch Records, avec Fie Schouten, Vincent Courtois, Giuseppe Doronzo)[3]

## Distinctions
- 1981 : Prix Boy Edgar pour le jazz et la musique improvisée.
- 1984 : Prix Matthijs Vermeulen, pour l'œuvre de musique de chambre Temet.
- 2012 : Prix Johan Wagenaar, pour l'ensemble de son œuvre.
- 2015 : A. Roland Holst-Penning.